# Eigenkirche

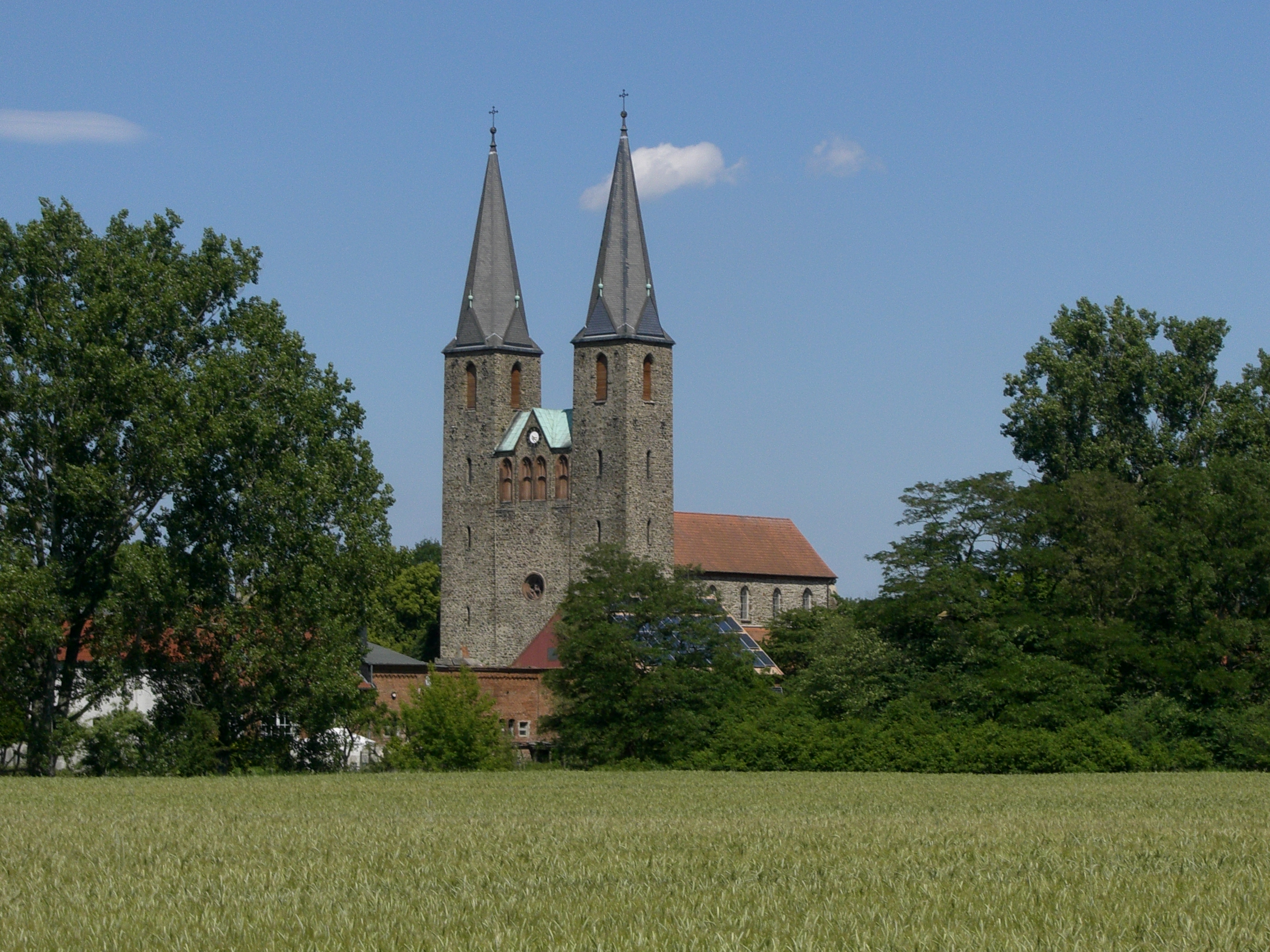
Ehemalige Klosterkirche Hillersleben

Eigenkirchen (lateinisch ecclesia propria, propriae hereditatis oder cellulae iuris nostri) waren im Frühmittelalter Gotteshäuser (Kirchen, Klöster), die meist Laien (örtlicher Adel, Grafen und Herzöge des Frankenreiches, bis hin zum König) auf privatem Grund und Boden errichten ließen. Die Institution erreichte im 8./9. Jahrhundert ihren Höhepunkt, wirkte aber bis ins Spätmittelalter fort.

## Geschichte
Der Ursprung des Eigenkirchenwesens liegt im römischen Latifundienrecht und in der germanischen Grundherrschaft. Die Grundherren erbauten für die Missionierung ihrer Grundholde oder in eroberten oder neubesiedelten Gebieten eigene Gotteshäuser, die sie mit Grundbesitz ausstatteten, der dem Unterhalt von Baulichkeiten und Klerikern diente. Über die Eigenkirchen bzw. Eigenklöster hatte der Grundherr das Recht der Investitur, das heißt der Ein- und Absetzung der Pfarrer bzw. der Äbte ohne Bewilligung durch den Diözesanbischof. Allerdings bedurfte es einer bischöflichen Erteilung der Zelebrationserlaubnis.
Seit Karl dem Großen wurden aber nur noch Freie zum Kirchendienst zugelassen. Außerdem wurde den Bischöfen ein größeres Mitspracherecht bei der Bestellung der Geistlichen eingeräumt. Sein Sohn Ludwig der Fromme regulierte 818/19 das Eigenkirchenwesen derart, dass das volle Eigentumsrecht des Grundherrn verlorenging und er seine Eigenkirche nicht mehr vollständig von ihrem Vermögen entblößen konnte. Nachdem im Saeculum obscurum nach dem Ende des Karolingerreiches zwischen 882 und 962 das kirchliche Leben moralisch auf einen Tiefpunkt gesunken war und sich schwere Missstände entwickelt hatten, versuchte die cluniazensische monastische Reformbewegung, diesen Entwicklungen entgegenzuwirken.
Der Streit um die Besetzung der Bistümer und Reichsabteien verschärfte sich im 11. Jahrhundert im Investiturstreit zwischen König und Papst. Durch das Wormser Konkordat von 1122 wurde zunächst ein Kompromiss hinsichtlich der Bischofswahlen erzielt. Durch Papst Alexander III. und durch das Dritte Laterankonzil im Jahr 1179 wurde das Eigenkirchenrecht der Laien in ein Patronatsrecht umgewandelt. Den Grundherren wurde das Vorschlagsrecht des zu bestellenden Geistlichen eingeräumt, das Amt verlieh der Bischof.

## Auswirkungen
Der Grundherr war Vogt seiner Eigenkirche. Es standen ihm zwar die Nutzungen der Erträge (Zehnt und Grunderträge) zu, doch hatte er auch für die Bedürfnisse der Kirche und der Seelsorge aufzukommen. Als Gegenleistung wurden der Eigenkirchenherr und seine Angehörigen in die Gebete einbezogen (Memoria) und in der Kirche bestattet; dies war der ursprüngliche Grund für die Stiftung von Kirchen und Klöstern auf eigenem Boden. Auch Bischöfe erwarben Eigenkirchen. Einen Höhepunkt erreichte das Eigenkirchenwesen im 9. und 10. Jahrhundert.
Da die Eigenkirchen und Eigenklöster gekauft, getauscht und vererbt werden konnten, verloren sie immer mehr ihren religiösen Zweck – wenngleich die Kirchen selbst nicht profaniert werden konnten. Geistliche Ämter wurden oft gekauft (Simonie). Vielfach wurden Geistliche oder sogar Laien bestellt, um deren Versorgung sicherzustellen oder als Gegenleistung. Diese fielen nicht selten durch einen sittenlosen Lebenswandel und Ungehorsam gegenüber dem Diözesanbischof auf. Wenn ein der vollen Befehlsgewalt des Grundherrn unterstehender Unfreier als Priester eingesetzt wurde, konnte dieser zusätzlich zu niedrigen Arbeiten verwendet werden.
Obwohl das Eigenkirchenwesen seit den Reformen des 11. Jahrhunderts meist negativ beurteilt wird, ermöglichte es aufgrund der rudimentären Entwicklung der diözesanen Kirchenorganisation oftmals erst die seelsorgerische Betreuung der Landbevölkerung.
Reste des Eigenkirchenwesens finden sich bis heute etwa im Kirchenpatronat sowie in den königlichen Kirchen und Kapellen in Großbritannien (royal peculiars), von denen die Westminster Abbey am bedeutendsten ist. Von Eigenkirchen zu unterscheiden sind Privatkapellen.